# 지켜츄

지켜츄의 로고

《지켜츄》는 2021년 1월 7일부터 유튜브에서 송출되고 있는 웹예능이다. 2022년 7월 28일 기준으로 유튜브에서 약 111만 명의 구독자를 보유하고 있다. 영문판 제목은 《Chuu Can Do It》이다.
대기오염과 기후변화가 일상이 된 오늘날의 지구를 파멸로부터 지키기 위해 다양한 사람들과 함께 환경 보호를 실천하는 콘텐츠를 제작하고 있으며 이달의 소녀의 츄가 주된 출연을 담당하고 있다.
채널 구독자 애칭은 츄꾸미이며 채널의 출연자인 '츄'와 '꿈'을 합성하여 만들어졌다.
채널에서 송출하는 모든 저작물의 권리는 CJ ENM DIA TV에 귀속되어 있으며 영리 목적으로 사용 시 제재를 받을 수 있다.

## 에피소드 목록

### 시즌 1
2021년 1월 7일부터 2021년 4월 8일까지 진행된 시즌이다. 지구를 지키기 위해 활동하는 다양한 분야의 사람들을 만나 환경 문제를 알리고 환경 보호 활동을 실천하는 콘텐츠가 주를 이룬다.
| 회차     | 공개일    | 제목                                                                            | 비고                                   |
| -------- | --------- | ------------------------------------------------------------------------------- | -------------------------------------- |
| 예고편   | 20.12.28. | 앗뇽❤ 이달소 츄예요 ٩(ˊᗜˋ )و 츄 유튜브 드디어 오픈합니다                        |                                        |
| EP0      | 20.12.31. | 요즘 유튜브 시작 다 이렇게 한다면서요...? (feat.회의실)                         |                                        |
| EP1      | 21.1.7.   | 🚨개밥그릇🚨에 케이크 주는 곳이 있다?! 일회용품 없는 카페 알바 체험             |                                        |
| EP2      | 21.1.14.  | 🔥테슬라🔥 살까 말까? 계좌를... 아니 환경을 지키는 전기차 타고 출근하기🚗🚕🚙   |                                        |
| EP3      | 21.1.21.  | 츄가 만든 비건 버거 맛없다고 한 사람? 🔫(탕!) 또 있나?                          |                                        |
| EP4      | 21.1.28.  | 로또 용지🧾 일쓰일까? 종이일까? 헷갈리는 분리수거 시험봤습니다                  |                                        |
| EP5      | 21.2.4.   | 이 세상 플라스틱 모조리 빻아버리는 K-방앗간 클라스 ㅎㄷㄷ                       |                                        |
| EP6      | 21.2.11.  | 제목은 💚호불호 음료💚 리뷰로 하겠습니다 근데 이제 친환경 빨대를 곁들인...🌟    |                                        |
| EP7      | 21.2.18.  | 동창회는 랜선으로 하세요 제발… 🚨저세상 美친 텐션🚨 [이달소 츄 x 모모랜드 주이] | 주이 공동출연                          |
| EP8      | 21.2.25.  | "내가 나를 믿어줘야 되는데..." 조심스럽게 꺼내보는 츄의 속마음(Q&A)             |                                        |
| EP9      | 21.3.4.   | 실버 버튼 받았츄❤ 츄가 직접 만든 ‘지켜츄 로고송’ 大공개 (빠밤)                  |                                        |
| EP10     | 21.3.11.  | 츄는 슬플 때 빨래를 해...☀️ 당신의 일요일 오후는 어떤가요?                      |                                        |
| 비하인드 | 21.3.14.  | 촬영장에서 츄의 모습은?! 그리고⭐️츄 찐맘 찐공개⭐️                               |                                        |
| EP11     | 21.3.18.  | 츄랑 쇼핑하실 분~? 명품 FLEX💸로 새학기 봄 스타일링 7가지 🌼 (feat. 프리지아)   |                                        |
| EP12     | 21.3.25.  | 츄씨 그렇게 안 봤는데 정말 무서운 사람이다... 오늘도 평화로운 츄인턴의 하루 🤸  |                                        |
| EP13     | 21.4.1.   | 🥕당근마켓🥕에서 포카 파는 탈덕 참교육😤 츄의 매너온도에 동상 입고 갑니다...    |                                        |
| EP14     | 21.4.8.   | 그동안 사랑해주셔서 감사합니다                                                  | 하니, 청하 공동출연 / 시즌 1 종료 선언 |
| 생방송   | 21.4.15.  | 지켜츄 시즌1 라이브                                                             |                                        |
| EP15     | 21.4.22.  | 사랑스럽고 귀엽고 다 하는 츄 모음.ZIP                                           |                                        |

### 오프 시즌
2021년 4월 29일부터 2021년 7월 29일까지 진행된 시즌이다. 시즌 1 종료 이후 오프 시즌으로 진입하면서 채널명을 기존의 《지구를 지켜츄》에서 현재의 《지켜츄》로 변경하였다.
| 회차 | 공개일   | 제목                                                                                                  | 비고                                         |
| ---- | -------- | --- | -------------------------------------------- |
| EP16 | 21.4.29. | 사주로 본 츄의 운명... 츄가 우릴 먹여 살린다고?! 🙇‍♀️(넙죽)                                             |                                              |
| EP17 | 21.5.6.  | 츄, 드디어 가영이와 만났습니다... 🖐퇴사짤🖐장인들의 역사적인 만남                                      | 정미숙 공동출연                              |
| EP18 | 21.5.13. | 포카리 모델이었는데요 이제 아닙니다👋 츄 VS 포카리스웨트 500병                                        | 동아오츠카 유료광고                          |
| EP19 | 21.5.20. | 이 영상 보면 배달시키게 됨. 당연함. 🍕🍗🍔 철이 없었죠... 일회용품이 싫어서 배민라이더를 했다는 게... | 배달의민족 유료광고                          |
| EP20 | 21.5.27. | 요즘 내 동년배들 다 파주 전망대 간다👥 망원경으로 보이는 민트 건물의 정체?! 뚜둔                      | 국립통일교육원 유료광고                      |
| EP21 | 21.6.3.  | 인생샷 찍다가 PD언니랑 손절각...? ( ˃̣̣̥᷄⌓˂̣̣̥᷅ ) 📸 화려한 목포가 츄를 싸악 감싸네❤️                         | 한국관광공사 유료광고                        |
| EP22 | 21.6.10. | 츄가 한번 쓰레기를 없애볼게 하나, 둘, 셋, 얍 💫 바다를 사랑하는 나, 제법 젠틀해요                     | 올리비아 혜 공동출연 / 경기관광공사 유료광고 |
| EP23 | 21.6.17. | 츄를 화나게 하는 방법은 두 가지가 있는데 첫 번째는 밥을 뺏는 것이고 두 번째는                         | 올리비아 혜, 김립 공동출연                   |
| EP24 | 21.6.24. | 츄 왜 우냐? 양파 때문에... 하, 플.라.잉.요.가가 양파냐? -_-^♥                                         | 이브 공동출연                                |
| EP25 | 21.7.1.  | 🔥이달소 완전체 등판🔥 지켜츄 운동회 시작합니다                                                       | 이달의 소녀 공동출연 / 대한체육회 유료광고   |
| EP26 | 21.7.8.  | ♨츄 승부욕 폭발♨ 펀치 하나로 이겨버림 ㄷㄷ 당연함. 츄임.💥🤛                                          | 이달의 소녀 공동출연 / 대한체육회 유료광고   |
| EP27 | 21.7.22. | 와~역시 58만 지켜츄 선배님~! 완전히 신촌을 뒤집어 놓으셨다~~호! 진짜 최고의 유튜버                    |                                              |
| EP28 | 21.7.29. | 츄 제대로 돈쭐내주었습니다. 츄를 위한 flex 프러포즈💍💎                                               |                                              |
| EP29 | 21.8.5.  | 지켜츄라이브편집본_최종_수정_수정22_ㄹㅇ끝_진짜끝.mov                                                 |                                              |
| EP30 | 21.8.12. | 츄의 자가격리 V-log \| 똥 밟았네, 비즈 만들기, 야식, 영상통화, 넷플릭스                               |                                              |

### 시즌 2
2021년 8월 19일부터 2021년 12월 2일까지 진행된 시즌이다. 메르세데스-벤츠의 협찬을 받아 벤츠 EQA 차량을 이용하였다.
EP33에서 현실과 다소 동떨어진 내용을 다루고 있다는 사실에 대해 비난이 일었다. 논란 이후 EP33 동영상이 비공개로 전환되었다.
EP46을 마지막으로 잠정적 휴방을 선언하였다가 2022년 1월 21일에 2022년 1월 28일 18시를 기하여 방송을 재개할 계획임을 발표했다.
| 회차 | 공개일    | 제목 | 비고                                  |
| ---- | --------- | --- | ------------------------------------- |
| EP31 | 21.8.19.  | 벤츠가 왜 거기서 나와…? 🚗🚗 츄 전기차 뽑았다 츄꾸미 데리러 가                                                              | 메르세데스-벤츠 유료광고              |
| EP32 | 21.8.26.  | 츄 VS 드라켄 🎢 (꺄아아아악!!!) 곡소리 울려퍼지는 아찔한 경주 슈.슈슉.수학여행💟 \| 경주엑스포, 경주월드, 호러나이트        | 경주엑스포 유료광고                   |
| EP33 | 21.9.2.   | 고화질 보지 마. 그게 뭔데. 지켜츄 고화질로 보지 말라고. 그게 어떻게 하는건데...                                             | 비공개 전환                           |
| EP34 | 21.9.9.   | 🚭흡연자 필수 시청🚭 오늘부터 금연 시작할 파티원 구함. (1/999)                                                              | 국립암센터 유료광고                   |
| EP35 | 21.9.16.  | X개월 된 양배추로 요리했습니다... 하는 츄도 먹는 제작진도 목숨 건 냉파 요리 🤮                                              |                                       |
| EP36 | 21.9.23.  | 대장! 드뎌 강쥐 나라에 온 거야? 대장 강쥐 츄와 유기 강쥐들의 따땃한 하루 🐶 (feat. 가족 찾기)                               |                                       |
| EP37 | 21.9.30.  | "우리 깐부잖아..." 츄&최리, 대구 우정여행이라 쓰고 절교여행이라 읽는다💔 지름신은 여행 경비를 구멍내러 왔어                 | 최리 공동출연 / 한국관광공사 유료광고 |
| EP38 | 21.10.7.  | 잘 봐 이게 아이돌 다꾸다ㅋ📒 츄만의 다꾸 꿀팁 🔥대방출🔥 근데 이제 천안여행을 곁들인... (feat. 호두과자)                    | 천안시청 유료광고                     |
| EP39 | 21.10.14. | [단독] 이달의 소녀 츄,결혼👰🏻 특별한 웨딩화보부터 예비 신랑까지 최.초.공.개                                                  |                                       |
| EP40 | 21.10.21. | 카메라는 꽉 잡으세요 📷 어떻게 알았냐고요? 츄도 알고 싶지 않았음... 냉탕과 온탕을 오가는 가을 출사                          | 한국저작권위원회 유료광고             |
| EP41 | 21.10.28. | 뤠디? 퐈이트. 🔥가비하면 배틀, 베틀하면 츄🔥 이 구역 쎈 언니들의 장바구니 만들기 대결👛 (feat.헤이마마)                     | 가비 공동출연                         |
| EP42 | 21.11.4.  | ⭐️청주가 낳은 슈퍼스타⭐️ 츄의 금의환향 고향 방문기💗 츄가 자주 가던 떡볶이집은?! (´｡• ᵕ •｡`) ♡ 근데 이거 추억 여행... 맞죠? | 한국관광공사 유료광고                 |
| EP43 | 21.11.11. | 대한민국에는 네 개의 바다가 있어... 동해, 서해, 남해 그리고 츄 사랑해❤️ 제작진과 함께한 눈물의 츄 생일파티🎂                | 현진, 희진 공동출연                   |
| EP44 | 21.11.18. | 지금까지 이런 악기는 없었다. 이것은 쓰레기인가 악기인가🥁🎷🎹 본업천재 츄의 밴드 데뷔 공연에 츄꾸미를 초대합니다💌          |                                       |
| EP45 | 21.11.25. | 질문? 지적? 감사합니다🤔 누가 봐도 처음 취재하는🕵🏻‍♀️ 츄기자의 날카로운 펙트쳌✅ 밀착 리포팅🎤                                 | 한국수자원공사 유료광고               |
| EP46 | 21.12.2.  | 어떻게 그림 실력까지 사랑하겠어🎨 츄를 사랑하는 거지❤ (경) 지켜츄 사생대회 1등은? (축) ⭐공지 있어요⭐                      | 잠정적 휴방 선언                      |
| EP47 | 21.12.24. | 츄꾸미들 너무 보고 싶었어요...😭 기다려준 츄꾸미들을 위한 크리스마스🎄맞이 지켜츄 하드털이 대방출🎁                         |                                       |

### 시즌 3
2022년 1월 28일부터 진행되고 있는 시즌이다.
2022년 1월 28일 18시에 시즌을 시작함과 동시에 방송 시간이 기존의 '목요일 16시'에서 '금요일 18시'로 변경되었다.
| 회차   | 공개일    | 제목 | 비고                      |
| ------ | --------- | --- | ------------------------- |
| EP48   | 22.01.28. | ⭐새해 츄 등장⭐ 절 받으세요🙇🏻‍♀️ 그런데 이제 세뱃돈은 준비됐겠죠?💰🔫 츄꾸미들 텅장을 털러 온 한복 츄💖 (feat. PET션 위크)                    |                           |
| EP49   | 22.02.04. | 앗! 케이팝 미래 내 미래보다 밝다!✨💥 땡깡집 가서 땡깡 좀 부리고 왔습니다                                                                   | 땡깡 공동출연             |
| EP50   | 22.02.11. | "입 벌려 케이크 들어간다" 🍰 츄&희진의 꿈... 아니 흙빛 파티시엘👩🏻‍🍳 ~절망편~ (feat.밸런타인데이)                                              | 희진 공동출연             |
| EP51   | 22.02.18. | 현실에선 피구왕인 내가 이세계에선 배구왕?! 🏐 배구 갓기 츄의 ⭐️2021~2022 프로배구 올스타전 체험기⭐️ #가보자고                               | 한국배구연맹 유료광고     |
| EP52   | 22.02.25. | 기리보이 MBTI? 정상이랜다🙏🏻 국힙원탑 츄, 기리보이 영혼까지 탈탈 털어보았습니다 💸역대급 착한 FLEX💸                                         | 기리보이 공동출연         |
| 생방송 | 22.03.25. | 지켜츄 복귀 라이브! 천하제일유물대회 |                           |
| EP53   | 22.03.31. | 이 복숭아 밭🍑은 이제 제 겁니다.👩🏻‍🌾 퇴비 좀 친다고 인정받은(?) 츄의 🌾농촌 체험기🌾 대공개                                                   |                           |
| EP54   | 22.04.08. | 봄이 그러케도 좋냐 멍청이드라~🌸 봄 싫다는 분 만나서 제대로 털고 왔습니다🤦🏻‍♀ 10cm 권정열 작업실 털이                                         |                           |
| EP55   | 22.04.15. | "아이리버가 뭐예요?" 오래된 물건 가져오랬더니 대환장 추억템 파티!🎊 1등은 과연 누구?! 🤪                                                    |                           |
| EP56   | 22.04.22. | 🌎지구의 날🌎은 지우가 못 참츄.. 걸어서 연남 속으로🏃🏻‍♀                                                                                       |                           |
| EP57   | 22.04.29. | 다시 만났습니다.. 홀리뱅 언니들 Holy고 온 썰 푼다…^^💃🏻주머니 털러 갔다가 엉덩이 탈탈 털린 츄?!🐧🔥                                          |                           |
| EP58   | 22.05.06. | 지켜츄 최초 뿔난츄👿 등장! 편집실 놀러 갔다가 정리왕 된 사연🧹 츄꾸미들을 위한 선물🎁 大방출은 덤❤                                          |                           |
| EP59   | 22.05.13. | 비누공방🧼 사장님이 미쳤어요🤦‍♀️ 대혼돈의 🪐부캐버스 입성하고 친환경 비누 만들기 大성공🎉 이제 💩손 아닌 금손길 츄타트〰                      |                           |
| EP60   | 22.05.20. | 드루와 이 쉑#$@🤬 2022ver 업데이츄했습니다! 가수🎤끼리 붙여놨더니 성대모사 대결 하고 앉았네~ 인디원탑 카더가든🚗🏡 두루두루 털고 왔습니다🧹 |                           |
| EP61   | 22.05.27. | 캬~ 츄한다🍺 취하면 더 시끄러워짐📢 츄랑 비건 중식에 한잔 할 사람 다 드루와🥂                                                               |                           |
| EP62   | 22.06.10. | 드디어 골드버튼 받았습니다💝 100만.. 아니 104만 츄꾸미들 완전 감사해요🥲 츄앙해~❤                                                           |                           |
| EP63   | 22.06.17. | 첫 손님부터 킹 받네요🔥 비건라면🍜 해줬더니 병건라면🧔으로 갚네...                                                                          |                           |
| EP64   | 22.06.24. | 평화로운 강남대로에 알바츄의 등장이라🤔 더’바디’샵에서 ‘몸’ 쓰고 왔습니다💪                                                                 | 더바디샵 유료광고         |
| EP65   | 22.07.08. | 츄라이탁 못지않은 업사이클링 가방👜 직접 만들었습니다(가내츄공업 100%) 💩손도 재활용이 됩니다🤗                                             |                           |
| EP66   | 22.07.15. | 한강공원이 붕괴됐어요. 깨끗이 먹을 결심. 한강으로 출동하는구나 마침내. 강쥐대장🐶 츄, 빈그릇을 뒤집어🙃~뒤집어~                             | 쿠쿠전자 유료광고         |
| EP67   | 22.07.22. | 형님, 저 녀석 신곡 뺏어버릴까요? 👸🏼퀸청하님👸🏼 행차하셨습니다. 신곡을 지켜츄~🎶                                                              |                           |
| EP68   | 22.07.29. | 느슨해진 웹툰씬에 긴장감을 주러 왔츄👩🏻‍🎨 캐치마인드는 덤이요🎨                                                                                | 포스코1%나눔재단 유료광고 |
| EP69   | 22.08.12. | 츄는 츄리닝만 입는다고요? 섭섭하네요💧 여친룩 마스터 했습니다!👗 (ft.미스 포테이토🥔)                                                       |                           |

### 츄이로그
2022년 6월 3일에 처음으로 공개된 컨텐츠이다.
EP1에서는 출연자 혼자서 촬영을 진행했지만 EP2부터는 작은 규모의 제작진을 투입해 촬영한다.
| 회차 | 공개일    | 제목 | 비고 |
| ---- | --------- | --- | ---- |
| EP1  | 22.06.03  | 츄 혼자서 브이로그 하지만 서툴르네요.. (한남동, 쇼핑, 고양이, 감성카페, 셀프사진, 무소유)                 |      |
| EP2  | 22.06.30. | 쇼핑하려고 브이로그 하는 사람? 저요ㅎ🙋🏻‍♀ 쇼핑 재도전🔥 (케이스티파이, 쇼핑, 가로수길, 거울셀카, 풀소유)    |      |
| EP3  | 22.08.08. | 고든 램지씨 잠깐 일로 와봐유🔥 버거가 너무 커유~ But 맛은 있네요... (롯데월드몰, 젤리쇼핑, 리메이크 녹음) |      |